# 洛濟耶爾山
45°27′33″N 6°21′59″E / 45.45917°N 6.36639°E

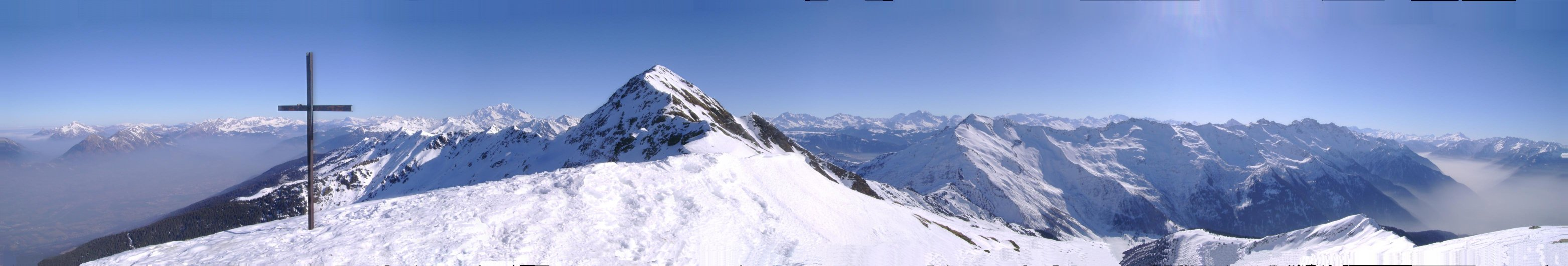

洛濟耶爾山（法语：massif de la Lauzière）是法國的山峰，位於該國東北部奥弗涅-罗讷-阿尔卑斯大区，由薩瓦省負責管轄，屬於瓦努瓦斯山的一部分，海拔高度2,829米。